# 城坪線
城坪線（朝鲜语：／ Sŏngp'yŏng sŏn */?）是朝鮮民主主義人民共和國咸镜北道的一條鐵道線路，站點為江岸里站到城坪站。

## 路线概况
- 距离：11.5km
- 车站数：2
- 轨距：1435mm
- 电气化区间：无
- 复线区间：无